# Coeloplana perrieri
Coeloplana perrieri är en kammanetart som beskrevs av Dawydoff 1930. Coeloplana perrieri ingår i släktet Coeloplana och familjen Coeloplanidae. Inga underarter finns listade i Catalogue of Life.